# じゃあ、君の代わりに殺そうか?
『じゃあ、君の代わりに殺そうか？』（じゃあ、きみのかわりにころそうか？）は、蔵人幸明（原作）、榊原宗々（作画）による日本の青年漫画作品。『別冊ヤングチャンピオン』にて連載されている。

## 概要
いじめに遭う高校1年生の藤倉優馬と、その同級生の雨里涼を中心にストーリーが進んでいき、「戦慄の親友サスペンス」と称されている。
同一人により『じゃあ、君の代わりに殺そうか？〜プリクエル【前日譚】〜』が、『どこでもヤングチャンピオン』で連載中である。

## あらすじ
藤倉優馬（ふじくらゆうま）は、中学の頃から西野とその連れによる壮絶ないじめを受けていた。生き甲斐はラジオにネタを投稿することのみであり、将来は放送作家になりたいと考えている。西野の連れであるカズと村上に上靴を投げられた際、同じクラスの雨里涼（あめざとりょう）が現れいじめをやめるよう挑発した。優馬は初め、西野たちがさらに自分をいじめることを恐れ「余計なことしないでくれ」と声を上げたりしたが、涼の「お前が望むなら俺は力になる」という言葉や涼も同じくラジオのリスナーであることをきっかけに仲が深まった。やがて2人は親友同士となるが、涼がカズや村上に暴行を加えたことや西野を自宅の地下室に監禁していたことを知った優馬に、新たな地獄の日々が始まることとなる。

## 登場人物
藤倉優馬（ふじくらゆうま）
本作の主人公。気が弱く、西野たちからのいじめに対しても「お金払ってちょっと痛い思いするだけだから別にいい」と抵抗を諦めているが、涼に本心を伝えてくれと頼まれた際「助けてほしいに決まってる。でもそんなこと誰にも無理だ」と告げた。まさか自分のために親友が罪を犯していくとは思ってもみなかった。
壮絶ないじめから救ってくれた唯一の親友である涼のことは、素性を知った後も警察に通報することはできていない。
雨里涼（あめざとりょう）
本作の第二の主人公であり、金髪の美青年。入学当初、女子生徒からも騒がれるほどであったが誰とも群れないままであった。優馬に対し異常なまでの愛情を抱いており、特に西野には凄まじい報復を行った。
罪を重ね続ける涼だが、優馬と幸せになりたい思いを募らせており、追い詰められた際には俺と一緒に死んでくれないかと告げたこともあった。
いくつもの秘密を抱えており、それを紐解いていくことが本作のキーとなっている。
横田悠奈（よこたゆうな）
本作のヒロイン。当初は中学時代の同級生からレイプを受け続ける少女として登場したが、レイプの主犯格兼元彼・牛島によって本性が露わにされた。優馬や涼、後に登場する愛繕から強い注目を求めるが、誰一人自分を見てくれないことに苛立っている。
西野（にしの）
子分的存在である村上やカズとともに、中学時代から優馬をいじめていた。涼によって監禁され指や耳を切り落とされたり顔に大きな火傷を負ったにも関わらず、一度逃がされた際女性を拉致したり、反抗する優馬に対し激しい暴行を加えた。その後、涼に銃で撃たれたため死んだと思われたが身体が動いていたことから涼は「ゴキブリ並みのしぶとさ」だと言っている。
真央（まお）
優馬の幼馴染で「真央姉ちゃん」と呼ばれている。優馬と親しげに話していたところを、逃がされた西野に目撃されたため拉致された。その仲間に強姦されかけたが、すんでのところで助かった。
小山（こやま）
中学時代、いじめられている優馬を助けようとしたところ西野の反感を買い、頭を焼かれた。その後は転校をし優馬とは離れ離れになった。涼の過去について深く知る人物で、度々物語のキーパーソンとなっている。ゲイであり、優馬に好意を抱いていた。
熊狼愛繕（くまおかあいぜん）
「じゃあ、君の代わりに殺そうか？～プリクエル【前日譚】～」の主人公で、ヤクザを生業する家庭で生まれ育った。本作では主に4巻から主要人物となった。雨里涼を酷く憎んでおり、初対面から暴力的だった。自他共に「イカれた人物」であることを認めており暴力や殺人で快楽を覚え、相手が弱者だろうが女性だろうが手加減はしない。